# Heilige-Familie-Kirche (Cieszyn)

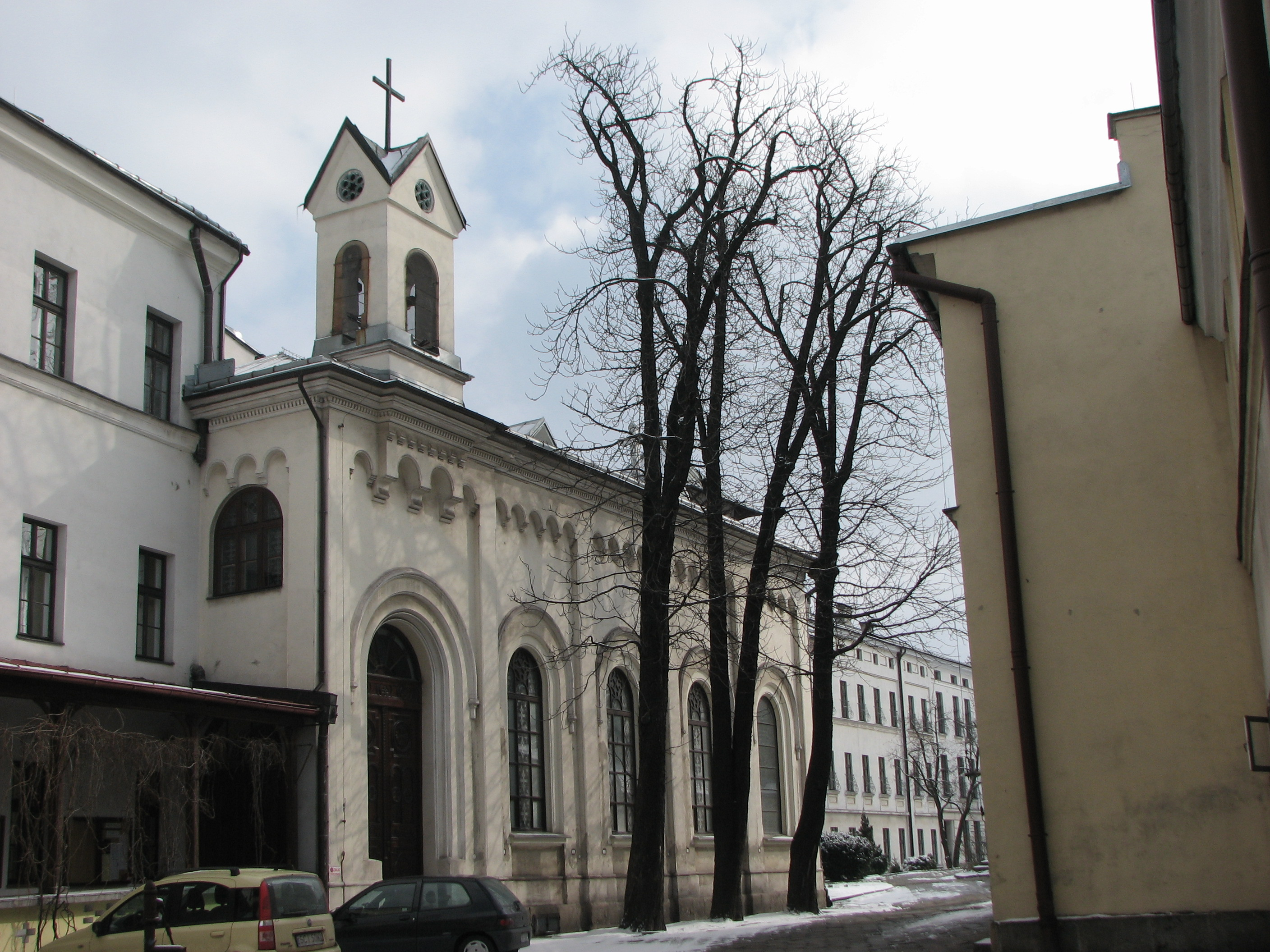
Frontansicht

Die Heilige-Familie-Kirche (polnisch Kościół św. Jerzego w Cieszynie) in Cieszyn, Polen, ist eine katholische Kirche am Rand der Altstadt.

## Geschichte
Die Kirche und das Kloster wurde im 19. Jahrhundert für die Barmherzigen Schwestern vom hl. Karl Borromäus im Stil der Neogotik erbaut. Das deutsche Generalmutterhaus der Borromäerinnen im damals deutschen Kloster Trebnitz errichtete sich diesen Konvent in Teschen, damals im cisleithanischen Herzogtum Ober- und Niederschlesien, als Ausweichquartier, um zwischen 1879 und 1889 dort dem antikatholischen Kulturkampf in Deutschland zu entgehen.
Im Jahre 1886 entsandte das Generalmutterhaus aus Teschen Borromäerinnen, wie mit dem Palästinaverein der Katholiken Deutschlands vereinbart, zur Betreuung der Werke des Vereins in Jerusalem (Hospiz am Jaffator und Schmidt-Schule für Mädchen).
Die Kirche entstand ursprünglich vor der Stadtmauer. Sie wird noch heute von dem Orden genutzt.